# District régional de Nanaimo
Le district régional de Nanaimo en Colombie-Britannique est situé au sud-est de l'Ile de Vancouver. Au recensement de 2006, on y a dénombré une population de 138 631 habitants.
Le district régional de Nanaimo fut incorporé le 24 août 1967. Il inclut les villes de Nanaimo et Parksville, le bourg de Qualicum Beach, et le district de Lantzville, de même que les communautés non incorporées de Cedar, Extension, South Wellington, East Wellington, Gabriola Island, Mudge Island, Nanoose Bay, Errington, Coombs, Dashwood, Qualicum Bay, Bowser et Deep Bay. Ces communautés non incorporées se trouvent dans les Regional district electoral areas A, B, C, D, E, F, G et H.
Il couvre 2 034,94 km2 de terre. C'est le plus petit district régional de la Colombie-Britannique.
Il est responsable du Nanaimo Regional Transit System, qui offre le service de transport d'autobus.